# Nemzetközi Síszövetség
A Nemzetközi Síszövetség (FIS – Fédération Internationale de Ski) a havas sportok legmagasabb irányító testülete. 1924-ben alapították az 1910-ben Christianiában (ma Oslo) megalakult Nemzetközi Síbizottság (ISC – International Ski Comission) jogutódjaként. A következő olimpiai sportágakat irányítja és szabályozza: Alpesisí, Sífutás, Síugrás, Északi összetett, Freestyle sí és Snowboard. A szervezetnek jelenleg 118 nemzeti síszövetség tagja. Székhelye Oberhofen am Thunersee-ben, Svájcban található.

## FIS-kongresszusok
Házigazdák:
Nemzetközi Síbizottság (ISC)
- 1910 – Christiania (I) (ISC alakuló közgyűlés, 10 ország)
- 1911 – Stockholm (II)
- 1912 – München (III)
- 1913 – Bern/Interlaken (IV)
- 1914 – Christiania (V) (Magyarország csatlakozik)
- 1922 – Stockholm (VI)
- 1923 – Prága (VII)

Nemzetközi Síszövetség
- 1924 – Chamonix (VIII) (FIS alakuló közgyűlés az I. téli olimpián)
- 1926 – Lahti (IX)
- 1928 – St. Moritz (X)
- 1930 – Oslo (XI)
- 1932 – Párizs (XII)
- 1934 – Sollefteå (XIII)
- 1936 – Garmisch-Partenkirchen (XIV)
- 1938 – Helsinki (XV)
- 1946 – Pau (XVI)
- 1949 – Oslo (XVII)
- 1951 – Velence (XVIII)
- 1953 – Igls (XIX)
- 1955 – Montreux (XX)
- 1957 – Dubrovnik (XXI)
- 1959 – Stockholm (XXII)
- 1961 – Madrid (XXIII)
- 1963 – Athén (XXIV)
- 1965 – Mamaia (XXV)
- 1967 – Bejrút (XVI)
- 1968 – Barcelona (XVII)
- 1971 – Abbázia (XVIII)
- 1973 – Nicosia (XIX)
- 1975 – San Francisco (Kalifornia) (XXX)
- 1977 – Bariloche (XXXI)
- 1979 – Nizza (XXXII)
- 1981 – Puerto de la Cruz (XXXIII)
- 1983 – Sydney (XXXIV)
- 1985 – Vancouver (XXXV)
- 1988 – Isztambul (XXXVI)
- 1990 – Montreux (XXXVII)
- 1992 – Budapest (XXXVIII)
- 1994 – Rio de Janeiro (XXXIX)
- 1996 – Christchurch (XL)
- 1998 – Prága (XLI)
- 2000 – Melbourne (XLII)
- 2002 – Portorož (XLIII)
- 2004 – Miami (Florida) (XLIV)
- 2006 – Vilamoura (XLV)
- 2008 – Fokváros (XLVI)
- 2010 – Antalya (XLVII)
- 2012 – Kangwonland (XLVIII)
- 2014 – Barcelona (XLIX)
- 2016 – Cancún (L)

## Elnökök

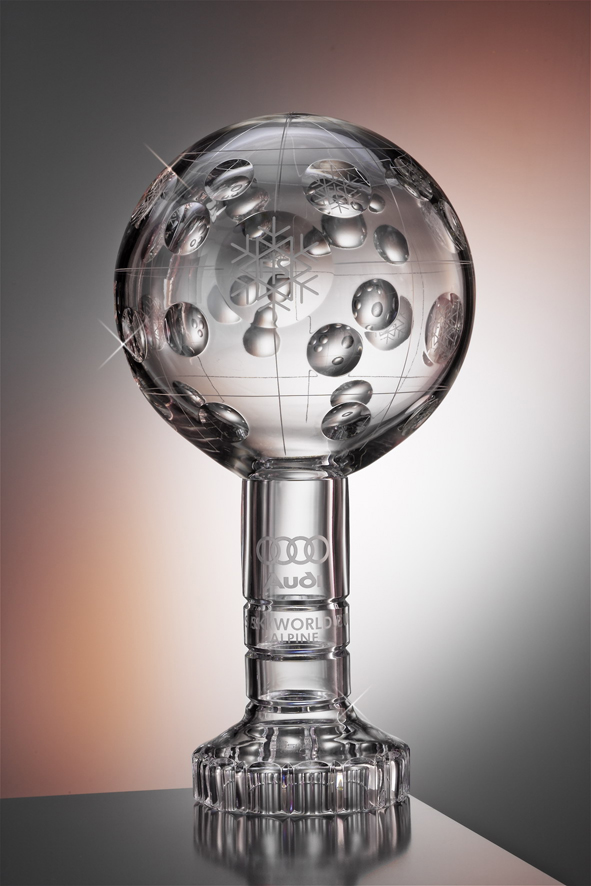
A Kristálygömb-Kupa a Síugró-világkupa győztesének trófeája

| #  | Név                   | Nemzetiség | Terminus  |
| -- | --------------------- | ---------- | --------- |
| 1. | Ivar Holmquist        | Svédország | 1924–1934 |
| 2. | Nicolai Ramm Østgaard | Norvégia   | 1934–1951 |
| 3. | Marc Hodler           | Svájc      | 1951–1998 |
| 4. | Gian-Franco Kasper    | Svájc      | 1998–     |

## Tagok
| - ALB - DZA - ASM - AND - ARG - ARM - AUS - AUT - AZE - BHS - BRB - BEL - BMU - BLR - BOL - BIH - BRA - VGB - BGR - CMR - CAN - CYM - CHL - PRC - COL - HRV - CYP - CZE - PRK - DNK | - DMA - EGY - SLV - ERI - EST - ETH - FJI - FIN - FRA - Grúzia - DEU - GHA - GBR - GRC - GRD - GTM - GUY - HTI - HND - HKG - HUN - IND - IRN - ISLI - IRLI - ISR - ITA - JAM - JPN - KAZ | - KEN - ROK - Koszovó - KWT - KGZ - LVA - LBN - LSO - LIE - LTU - LUX - MKD - MDG - MYS - MLT - MAR - MEX - MDA - MCO - MNG - MNE - NPL - NLD - NZL - NOR - PAK - PSE - PRY - PER - PHL | - POL - PRT - PRI - ROU - RUS - SMR - SEN - SRB - SVK - SVN - ZAF - ESP - LKA - SDN - SWZ - SWE - CHE - TPE - TJK - THA - TLS - TGO - Tonga - TTO - TUR - UKR - USA - VIR - URY - UZB | - VEN - ZWE |